# Dòng họ Lý Hoa Sơn
Gia tộc Lý Hoa Sơn (tiếng Hàn: 화산 이씨; Hanja: 花山 李氏, Hoa Sơn Lý thị) là một gia tộc Hàn Quốc có nguồn gốc di cư từ Việt Nam. Tính đến  năm 2000, gia tộc Lý Hoa Sơn có 1.775 thành viên.